# Mai Sakurai
Mai Sakurai (en japonés: 櫻井舞, Sakurai Mai) (Chiba, 14 de septiembre de 1990) es una luchadora profesional japonesa, conocida por su paso por la promoción de World Wonder Ring Stardom.

## Carrera profesional

### Actwres girl'Z (2020-2021)
Sakurai hizo su debut en la lucha libre profesional en el AWG Act 46, un evento promovido por Actwres girl'Z el 11 de febrero de 2020, donde cayó ante Miku Aono. En el Ice Ribbon/AWG Ice Ribbon & Actwres girl'Z Joint Show del 16 de noviembre de 2020, formó equipo con Maya Yukihi para derrotar a Miku Aono y Nao Ishikawa.

### World Wonder Ring Stardom (2021–presente)
Sakurai debutó en el World Wonder Ring Stardom en la sexta noche del Stardom 5 Star Grand Prix 2021 del 13 de agosto de ese año, donde desafió sin éxito a Unagi Sayaka por el Future of Stardom Championship. Tras el combate, fue presentada como la nueva integrante de Cosmic Angels y se anunció que se sometería a un "reto" de novatas contra diez oponentes durante el torneo. En el Stardom 10th Anniversary Grand Final Osaka Dream Cinderella del 9 de octubre de 2021, Sakurai formó equipo con Mina Shirakawa en un esfuerzo perdedor contra Marvelous (Rin Kadokura y Maria).
Debido a que Unagi Sayaka y Mina Shirakawa empezaron a sentirse infravaloradas por la líder Tam Nakano y a que Sakurai y Tsukiyama dudaron de las recién llegadas, las tensiones aumentaron en la unidad de los Cosmic Angels en noviembre de 2021, aspecto que provocó enfrentamientos internos entre las compañeras de equipo. En Kawasaki Super Wars, el primer evento de la trilogía Stardom Super Wars del 3 de noviembre de 2021, Sakurai derrotó a su compañera Waka Tsukiyama en un combate en el que si Sakurai hubiera perdido, debería haber abandonado la unidad de los Cosmic Angels.
En Tokyo Super Wars el 27 de noviembre de 2021, Tsukiyama desafió sin éxito a Ruaka y Waka Tsukiyama en un combate a tres bandas por el Future of Stardom Championship. En Osaka Super Wars del 18 de diciembre de 2021, se asoció con Waka Tsukiyama y Lady C para desafiar sin éxito a Syuri en un combate de desventaja de 3 contra 1. Sakurai compitió en la edición de 2021 de la Goddesses of Stardom Tag League, donde formó equipo con Unagi Sayaka y consiguió un total de cuatro puntos tras enfrentarse a FWC (Hazuki y Koguma), AphrOditE (Utami Hayashishita y Saya Kamitani), Himepoi '21 (Himeka y Natsupoi), I love HigashiSpo! (Saki Kashima y Fukigen Death) y Water & Oil (Hanan y Rina). En el Stardom Dream Queendom, el 29 de diciembre de 2021, formó equipo con Mina Shirakawa y Unagi Sayaka para desafiar sin éxito a MaiHimePoi (Maika, Natsupoi y Himeka) en un combate por equipos de seis mujeres por el campeonato Artist of Stardom.
En el Stardom Nagoya Supreme Fight del 29 de enero de 2022, Sakurai compitió en un combate de eliminación a cinco bandas que ganó Momo Kohgo y en el que también participaron Waka Tsukiyama, Fukigen Death y Saki Kashima. El 12 de febrero de 2022, en el Stardom de Osaka, tras formar equipo con sus compañeras Tam Nakano y Unagi Sayaka en un esfuerzo perdedor contra Giulia, Thekla y Mirai del stable de Donna Del Mondo, Sakurai decidió dejar Cosmic Angels y unirse a Donna Del Mondo tras declarar que quería luchar en lugar de limitarse a bailar.